# Hrašné
Hrašné (em húngaro: Rásnyahegy) é um município da Eslováquia, situado no distrito de Myjava, na região de Trenčín. Tem 7,88 km² de área e sua população em 2018 foi estimada em 487 habitantes.

## Demografia
| Ano:        | 1994 | 2004   | 2014   | 2024   |
| ----------- | ---- | ------ | ------ | ------ |
| Broj ljudi: | 521  | 505    | 485    | 480    |
| Razlika:    |      | -3,07% | -3,96% | -1,03% |

| Ano:               | 2023 | 2024   |
| ------------------ | ---- | ------ |
| Número de pessoas: | 469  | 480    |
| Diferença:         |      | +2,34% |